# Disphragis clitiusa
Disphragis clitiusa är en fjärilsart som beskrevs av William Schaus 1928. Disphragis clitiusa ingår i släktet Disphragis och familjen tandspinnare. Inga underarter finns listade i Catalogue of Life.